# دیزی داک
دِیزی داک (انگلیسی: Daisy Duck) یک شخصیت کارتونی خلق شده در سال ۱۹۴۰ توسط شرکت والت دیزنی به عنوان دوست‌دختر دانلد داک است. مانند دونالد، دیزی هم یک اردک سفید است اما با مژه بزرگ و پرهای دم ژولیده به شکل دامن به تصویر کشیده شده‌است، او اغلب اوقات بلوز و کفش به تن دارد.
وی یکی از دوستان مینی ماوس و کلاربل  است.